# Frisia X
Die Frisia X ist eine Passagierfähre der Reederei Norden-Frisia, die für den Ausflugsverkehr zwischen den Nordseeinseln Norderney, Juist, Baltrum, Spiekeroog und Langeoog sowie den Personentransport zwischen Norderney und Norddeich am Festland eingesetzt wird.
Zwischen 1972 und 1997 wurde die Frisia X zwischen Delfzijl, Greetsiel und Norddeich eingesetzt, seit 1997 dient sie ihrer heutigen Bestimmung.

## Technische Ausstattung
Das Schiff wird von zwei Sechszylinder-Viertakt-Dieselmotoren des Herstellers AB Volvo Penta (Typ TAMD 163 A) mit einer Leistung von jeweils 379 kW angetrieben. Die Motoren wirken über Getriebe auf zwei Festpropeller.
Für die Stromversorgung stehen zwei Generatoren zur Verfügung, die über eine Scheinleistung von 84 kVA bzw. 60 kVA verfügen.

## Umbau 2012/2013
Von November 2012 bis Februar 2013 wurde die Frisia X bei der Schiffswerft Diedrich in Oldersum völlig entkernt und erhielt eine neue Raumaufteilung mit anderem Interieur. Dabei wurde das Schiff mit einer neuen Brandschutzanlage sowie neuen Sanitäranlagen und Gastronomie-Einrichtungen ausgestattet. Ebenfalls erhielt es eine neue Verkabelung. Außerdem wurden die Außenfenster durch solche ersetzt, die den neuen EU-Anforderungen genügen. Anschließend erfolgte ein Außenanstrich mit neuer Bodenbeschichtung.